# Grote Beek (Vlaams Brabant)
De Grote Beek of (de oude naam) Hollandse Beek (nr. 3014, zie hieronder) is een zijrivier van de Demer.
De Grote Beek begint in Meensel als Dorpswaterloop (nr. 3084). Ze vloeit samen met de Steenbeek en wordt op de grens Bekkevoort - Waanrode Grote Beek. In Assent heet ze verder Begijnenbeek en in Diest mondt ze in de Demer uit.

## Nummering
De provincie Vlaams-Brabant onderscheidt de bekkens op handige wijze met een systeem van vier cijfers. De Gete bijvoorbeeld met nummer 4001 begint met een 4, net als al zijn bijrivieren. Hoe hoger het getal, hoe kleiner de beek.